# Orden der Völkerfreundschaft (Belarus)

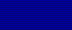
Bandschnalle

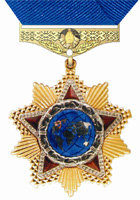
Orden der Völkerfreundschaft

Der Orden der Völkerfreundschaft (belarussisch Ордэн Дружбы народаў) ist eine staatliche Auszeichnung von Belarus, die sowohl an belarussische Bürger als auch an Ausländer verliehen wird. Die Auszeichnung wurde am 21. Mai 2002 gestiftet und wird als Nachfolger des sowjetischen Orden der Völkerfreundschaft angesehen.